# Leszek Lernell
Leszek Lernell (ur. 3 sierpnia 1906 w Mińsku Mazowieckim, zm. 11 maja 1981 w Warszawie) – polski prawnik pochodzenia żydowskiego, specjalista w dziedzinie prawa karnego i kryminologii, przedstawiciel marksistowskiej doktryny oraz judykatury od roku 1944. W okresie stalinizacji Polski razem z Igorem Andrejewem i Jerzy Sawickim Lernell był autorem sztandarowego dzieła tego okresu Prawo karne Polski Ludowej (1950–1954).

## Życiorys
Po maturze, zdanej w trybie eksternistycznym, studiował na Wydziale Prawa Uniwersytetu Warszawskiego. Studia ukończył w 1934. Cztery lata później zdał egzamin sędziowski, jednak na przeszkodzie awansowi zawodowemu stanęła jego działalność w organizacjach komunistycznych (był członkiem Komunistycznej Partii Polski). Lata wojenne spędził w ZSRR. Po powrocie do Polski podjął pracę w Ministerstwie Sprawiedliwości. W 1949 obronił doktorat, od 1954 był profesorem Uniwersytetu Warszawskiego. Przez wiele lat redagował „Nowe Prawo”, powstałe z przekształcenia „Demokratycznego Przeglądu Prawniczego”.
30 grudnia 1954 odznaczony Medalem 10-lecia Polski Ludowej.

## Publikacje
- Nowe Prawo: organ Ministerstwa Sprawiedliwości i Generalnej Prokuratury R.P. [Rzeczypospolitej Polskiej] / [nacz. red. Leszek Lernell]. – R. 6, nr 10 (1950)--R. 47, nr 4/6 (1991) R. 6, nr 10–12 (1950) = nr 60–62
- Ochrona własności społecznej w prawie karnym, Warszawa: Wydawnictwo Prawnicze, 1954
- Podstawowe zagadnienia penologii, Warszawa: Wydawnictwo Prawnicze, 1977
- Podstawy nauki polityki kryminalnej. Studia z zagadnień przestępstwa, odpowiedzialności i kary, Warszawa: Wydawnictwo Prawnicze, 1967
- Prawo karne: część szczególna : wybrane zagadnienia : skrypt / oprac. pod red. L. Lernella i A. Krukowski. – Warszawa : Wydawnictwo Uniwersytetu Warszawskiego, 1969
- Prawo karne Polski Ludowej / I. Andrejew, L. Lernell, J. Sawicki. [T]. 1, Wiadomości ogólne. – Warszawa : Wydawnictwo Prawnicze, 1954
- Prawo karne Polski Ludowej : zarys wykładu części ogólnej / I. Andrejew, L. Lernell, J. Sawicki. – Warszawa : Ministerstwo Sprawiedliwości, 1950
- Przestępczość gospodarcza : zagadnienia społeczno-ekonomiczne / Leszek Lernell. – Warszawa : Wydawnictwo Prawnicze, 1965
- Rola i zadania organów wymiaru sprawiedliwości na tle uchwał Plenum KC PPR [Komitetu Centralnego Polskiej Partii Robotniczej] / Leszek Lernell. – Warszawa : Ministerstwo Sprawiedliwości, 1948
- Rozważania o przestępstwie i karze na tle zagadnień współczesności : eseje / Leszek Lernell. – Warszawa : Państwowe Wydawnictwo Naukowe, 1975
- Terapeutyczne oddziaływanie szkół zawodowych na więźniów : w świetle przeprowadzonych badań w zakładach karnych dla kobiet : studium prawno-socjologiczne / Maria Danuta Pełka-Sługocka ; z przedmową L. Lernella. – [B.m.w.] : Polskie Towarzystwo Higieny Psychicznej, [po 1965]
- Własność społeczna jako przedmiot ochrony prawa karnego : o przedmiocie przestępstwa zagarnięcia mienia społecznego / L. Lernell ; Instytut Nauk Prawnych Polskiej Akademii Nauk. – Warszawa : Wydawnictwo Prawnicze, 1959
- Współczesne zagadnienia polityki kryminalnej : problemy kryminologiczne i penologiczne / Leszek Lernell. – Warszawa : Wydawnictwo Prawnicze, 1978
- Wykład prawa karnego : część ogólna / Leszek Lernell. – Warszawa : Państwowe Wydawnictwo Naukowe, 1961
- Wykład prawa karnego : część ogólna / Leszek Lernell. Tom 1. – Warszawa : Wydawnictwo Uniwersytetu Warszawskiego, 1969
- Wykład prawa karnego : część ogólna / Leszek Lernell. Tom 2. – Warszawa : Wydawnictwo Uniwersytetu Warszawskiego, 1971
- Zagadnienia związku przyczynowego w prawie karnym / Leszek Lernell. – Warszawa : Wydawnictwo Prawnicze, 1962
- Zarys kryminologii ogólnej / Leszek Lernell. – Warszawa : Państw. Wydaw. Naukowe, 1973
- Zarys kryminologii ogólnej / Leszek Lernell. – Wyd. 2 uzup. – Warszawa :Państw. Wydaw. Naukowe, 1978